# James Ogilvy (5e comte de Findlater)
James Ogilvy, 5e comte de Findlater et 2e comte de Seafield (c. 1688 - 9 juillet 1764) est un pair écossais.

## Jeunesse
James est né c. 1688. Il est le fils de James Ogilvy, 4e comte de Findlater et d'Anne Dunbar. Son père, Lord chancelier d'Écosse et gardien du grand sceau d’Écosse sous la reine Anne, est également créé vicomte de Seafield en 1698 et comte de Seafield en 1701, tous deux dans la pairie d'Écosse.
Ses grands-parents paternels sont James Ogilvy, 3e comte de Findlater et Lady Anne Montgomerie (une fille de Hugh Montgomerie, 7e comte d'Eglinton). Son grand-père maternel est Sir William Dunbar, 1er baronnet.

## Carrière
En 1715, il est incarcéré au château d'Édimbourg comme jacobite présumé pendant la rébellion. À la mort de son père le 15 août 1730, il devient 2e vicomte de Seafield, 2e vicomte de Reidhaven, 2e comte de Seafield, 5e comte de Findlater, 2e lord Ogilvy de Cullen et 2e lord Ogilvy de Deskford.
Il est Lord of Police pour l'Ecosse entre 1734 et 1742 et est nommé pair représentant pour l’Écosse entre 1734 et 1761. De 1737 à 1764, il occupe le poste de vice-amiral d'Écosse.
Lors du soulèvement jacobite de 1745, la maison Cullen est saccagée alors que Lord Findlater et sa femme se rendent à Aberdeen pour rencontrer le duc de Cumberland, qui poursuit l'armée jacobite de Bonny Prince Charlie. Pendant leur absence, un groupe de partisans de Charles s'introduit de force dans la maison et la saccage, emportant le plus possible et détruisant ce qui ne pouvait pas être facilement transporté. Trois jours plus tard, poursuivant sa poursuite qui se termine à la bataille de Culloden, Cumberland arrive sur les lieux accompagné de Findlater pour trouver les portes de la maison ouvertes de force, les fenêtres brisées et les meubles cassés et les papiers jetés éparpillés sur le terrain. Findlater demande par la suite au Parlement la somme de 8 000 £ en compensation des pertes subies, mais il n'est pas clair s'il a jamais reçu un paiement.

## Vie privée
En 1714, Lord Findlater épouse Lady Elizabeth Hay, deuxième fille de Thomas Hay, 7e comte de Kinnoull. Ensemble, ils ont :
- Lady Anne Ogilvy (décédée en 1759), qui épouse John Hope, 2e comte de Hopetoun, fils de Charles Hope, 1er comte de Hopetoun en 1733[2].
- Lady Margaret Ogilvy (décédée en 1757), qui épouse Sir Ludovick Grant, 7e baronnet, député d'Elginshire, fils de Sir James Grant, 6e baronnet[2].
- James Ogilvy, 6e comte de Findlater (c. 1714 -1770), qui épouse Lady Mary Murray, deuxième fille de John Murray, 1er duc d'Atholl[2].

Après la mort de sa première femme, il se remarie avec Lady Sophia Hope le 14 décembre 1723. Elle est une fille de Charles Hope, 1er comte de Hopetoun et de Lady Henrietta Johnstone (fille de William Johnstone, 1er marquis d'Annandale). Dix ans après leur mariage, le frère de Lady Sophia, le 2e comte de Hopetoun, épouse la fille aînée de Lord Findlater, Lady Anne.
Lord Findlater meurt à Cullen House le 9 juillet 1764 et est remplacé par son fils James. Son petit-fils, James Ogilvy (7e comte de Findlater), est un architecte paysagiste amateur accompli et un philanthrope.